# Списак генерала и адмирала Војске Југославије и СЦГ
Списак особа које су у имале генералске и адмиралске чинове у Војсци Југославије (ВЈ) и Војсци Србије и Црне Горе (ВСЦГ), од оснивања, 20. маја 1992. до њеног расформирања 8. јуна 2006. године. Након проглашења независности Црне Горе јуна 2006. они делови Војске Србије и Црне Горе који су се налазили на територији Србије су званично проглашени Војском Србије, а на територији Црне Горе формирана је Војска Црне Горе.
напомена: Генералски, односно адмиралски чинови у ВЈ су били — генерал-армије (адмирал флоте), генерал-пуковник (адмирал), генерал-потпуковник (вице-адмирал) и генерал-мајор (контра-адмирал).
- Списак генерала и адмирала Војске Југославије и СЦГ: А и Б
- Списак генерала и адмирала Војске Југославије и СЦГ: В и Г
- Списак генерала и адмирала Војске Југославије и СЦГ: Д и Ђ
- Списак генерала и адмирала Војске Југославије и СЦГ: Е, Ж, З и И
- Списак генерала и адмирала Војске Југославије и СЦГ: Ј и К
- Списак генерала и адмирала Војске Југославије и СЦГ: Л и М
- Списак генерала и адмирала Војске Југославије и СЦГ: Н, О и П
- Списак генерала и адмирала Војске Југославије и СЦГ: Р и С
- Списак генерала и адмирала Војске Југославије и СЦГ: Т, Ћ и У
- Списак генерала и адмирала Војске Југославије и СЦГ: Ф, Х, Ц, Ч, Џ и Ш